# Monte-klass
Monte-klassen  från 1924 avser fem passagerarfartyg från Hamburg Südamerikanische Dampfschifffahrts-Gesellschaft, som byggdes på Blohm & Voss-varvet i Hamburg mellan 1924 och 1930. De kombinerade passagerar- och lastfartygen användes på Nordatlanten, till Sydamerika och till Fjärran Östern. Fartygen bar namn efter sydamerikanska berg.

De 5 500 TEU containerfartyg som byggdes av samma rederi från 2004 och framåt bär också namnet Monte-klassen.

## Historien
Med Monte Sarmiento övertog Hamburg-Süd det första av fem fartyg i Monte-klassen. De nästan identiska fartygen i Monte-klassen hade en total längd på 179,70 meter och var 20,10 meter breda. Det maximala djupgåendet anges till 10,40 meter. Fartygen i klassen drevs av fyra dieselmotorer, som via växellådor verkade på två propelleraxlar och gav fartygen en hastighet på 14 knop. Bakom motorerna fanns avgaspannor i avgasröret, eftersom avgasernas temperatur var mycket hög, 400 °C vid nominell drift. Ångan från avgaspannorna användes för luftkonditionering, uppvärmning av varmvatten, men också för att driva många hjälpmaskiner som kompressorer och pumpar. På den tiden drevs hjälpmaskinerna huvudsakligen av ånga.

## Fartyg
Monte Sarmiento
 Fartyget är uppkallat efter Monte Sarmiento på Tierra del Fuego och sjösattes av Blohm & Voss med konstruktionsnummer 407 den 31 juli 1924. Det var det första tyska motorfartyget med ett mått på över 10 000 BRT och det största motorfartyget i världen vid tidpunkten för idrifttagandet. Huvudmotorerna var fyra 6-cylindriga dieselmotorer som lagrats efter första världskriget och var avsedda för ubåtar i den kejserliga flottan. Två motorer vardera var anslutna till propellern via ett kugghjul. Jungfrufärden från Hamburg till hamnarna vid Río de la Plata inleddes den 15 november 1924 med olika problem med motorerna. Svårigheterna med motorerna dokumenterades livligt av garantiingenjören H. Börnsen.
Många resor till den sydamerikanska östkusten följde. Förutom denna operation var hon på väg med sitt systerfartyg Monte Olivia från sommaren till hösten 1936 för Kraft durch Freude-organisationen i Norges fjordar. Från den 21 december 1939 gjorde den tyska Kriegsmarine anspråk på fartyget som ett bostadsfartyg i Kiel. Under en angloamerikansk bombräd den 26 februari 1942 träffades Monte Sarmiento, skadades svårt och sjönk. År 1943 bärgades vraket och bogserades till Hamburg och skrotades.
Fartyget hade en kapacitet på 1 328 passagerare i andra klass och 1 142 i tredje klass. Besättningen bestod av totalt 280 personer.

Monte Olivia 

Monte Olivia im Hamburger Hafen (1933)

Några veckor senare, den 28 oktober 1924, sjösattes Monte Olivia, som fått sitt namn efter ett berg i Argentina, hos Blohm & Voss med konstruktionsnummer 409. Hennes första resa inleddes den 23 april 1925 med destinationshamnarna Montevideo och Buenos Aires på Río de la Plata. På grund av det minskande antalet emigranter till Sydamerika använde Hamburg-Südamerikanische-Dampfschifffahrts-Gesellschaft henne framgångsrikt för kryssningar från 1925. På två turistresor till Nordkap hösten 1925 transporterades 3 100 passagerare. För år 1934 tog Monte Olivia också över Kraft-durch-Freude-resor  till Norge och i Östersjön. I oktober 1939, på väg tillbaka från Santos, Brasilien, lyckades fartyget bryta igenom blockaden till Hamburg. Hon tjänstgjorde sedan som bostadsfartyg för Kriegsmarine från januari 1940 till januari 1945. Från mitten av februari 1945, med beteckningen Lz (II), användes hon som sjukhusfartyg och transport av sårade. Efter en bombträff av det brittiska flygvapnet kapsejsade hon i Scheerhafen i Kiel den 3 april 1945. Kapten Hartmann - senare hamnkapten i Brunsbüttel och chef för kanalkontoret - lyckades rädda besättningen.   År 1946 skrotades det bärgade vraket i Kielfjorden. 

Sommaren 2022 bärgade dykare ca 300 artefakter, inklusive Monte Olivias silverbestick. Detta kommer i framtiden att ställas ut på Internationella sjöfartsmuseet i Hamburg.

Monte Olivia, som skiljer sig från de andra fartygen i klassen, hade en längd på 159,70 meter och är listad som 13 750 BRT, 7814 NRT och 8 460 tdw. Passagerarkapaciteten var 1 372 i tredje klass och 1 156 på mellersta däck. Besättningen bestod av upp till 369 personer. Detta inkluderade tio kvinnliga ukrainska studenter som extrapersonal.  

Monte Cervantes
 Monte Cervantes hade konstruktionsnummer 478 och var det tredje fartyget i Monte-klassen efter Monte Sarmiento och Monte Olivia. Det sjösattes efter dopet den 25 augusti 1927 och togs i tjänst den 3 januari 1928. I juli samma år hamnade hon i sjönöd utanför Spetsbergen och räddades av den sovjetiska isbrytaren Krasin. I januari 1930 gick hon på en klippa nära Ushuaia. Efter att alla passagerare hade evakuerats försökte besättningen sätta fartyget på grund, vilket ledde till att det kapsejsade och kaptenen dog. Under ett försök att bärga vraket sjönk det för gott 1954.

Monte Pascoal 
Monte Pascoal, uppkallad efter  Monte Pascoal (påskberget) i Brasilien, sjösattes den 17 september 1930 med konstruktionsnummer 491. Hon togs i drift den 15 januari 1931. Efter att ha utrustats lämnade hon hemmahamnen Hamburg den 26 januari 1931 med kurs mot hamnarna på Sydamerikas östkust. Förutom linjetrafiken till de traditionella hamnarna i Sydamerika användes fartyget också lönsamt för kryssningar. Billiga kortkryssningar garanterade ett bra utnyttjande av fartyget. Rederiet erbjöd bland annat en veckas resa tur och retur till London för endast 65 riksmark. Efter andra världskrigets utbrott lyckades Monte Pascoal också bryta sig igenom den brittiska blockaden i oktober 1939, anlände från Buenos Aires och gick in i Hamburg den 14 oktober 1939. I början av 1940 användes hon som bostadsfartyg för Kriegsmarine i Wilhelmshaven. Den 3 februari 1944 attackerades och träffades fartyget av allierade bombplan. Det fattade eld och sjönk. I maj 1944 lyckades en bärgningsstyrka från Kriegsmarine lyfta fartyget och göra det flytande igen. Några veckor efter krigsslutet skulle det levereras till Storbritannien. Monte Pascoal, som var lastat med gasammunition, sänktes i Skagerrak den 31 december 1946.
Monte Pascoal uppges på olika sätt ha en längd på 159,70 meter, 13 870 BRT, 7 762 NRT och 8 400 tdw. Passagerarkapaciteten var 1 372 i tredje klass och 1 028 på mellersta däck. Besättningen uppgick till 284 personer.

Monte Rosa

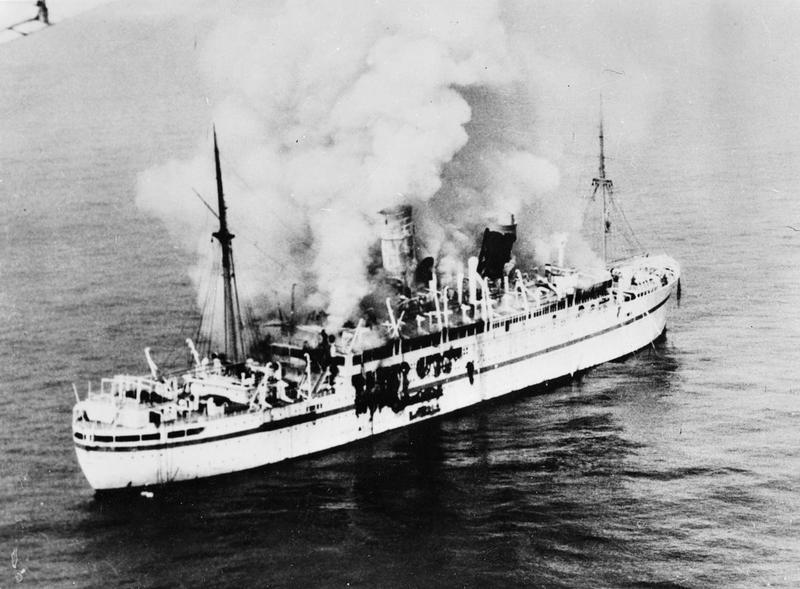
HMT Empire Windrush (tidigare Monte Rosa) brinnande utanför Alger, 1954

Monte Rosa var det sista fartyget i klassen och sjösattes den 4 december 1930 med konstruktionsnummer 492. Hon lanserades av rederiet i mars 1931. Jungfrufärden inleddes traditionellt i mitten av mars med en resa till hamnarna vid Rio de La Plata. Förutom linjetrafiken till Sydamerikas östkust användes fartyget även för nöjesresor. Jämfört med linjetrafiken uppnådde rederiet därmed ett högre säsongsmässigt kapacitetsutnyttjande. Från 1936 till 1939 seglade Monte Rosa under kapten Max Castan, som kom från en hugenottfamilj. Under ett möte med luftskeppet LZ 127 Graf Zeppelin på en kryssning Afrika-Brasilien 1936 skedde en spektakulär manöver där Zeppelinaren tog en flaska champagne från fartyget under flygningen. I början av andra världskriget, under befäl av Heinrich Bertram, var hon förtöjd i Stettin från januari 1940 som bostadsfartyg för marinen och flygvapnet (pilotbataljon). Under 1942 utförde hon trupptransporter till Danmark och Norge. Den 19 november 1942 tog Monte Rosa ombord 21 judiska fångar och den 26 november 1942 ytterligare 223 fångar (varav 26 judar) från Grini polisfångläger, som deporterades till koncentrations- och förintelseläger via Århus.  Från oktober 1943 till våren 1944 användes Monte Rosa som verkstadsfartyg för reparationer på slagskeppet Tirpitz i Norge. Efter denna insats tjänstgjorde hon återigen som trupptransport. Under en resa gick fartyget på en mina. Från september 1944 till januari 1945 tjänstgjorde hon som ett olyckstransportfartyg under Fleet Surgeon Paul Kubitzki (september 1944), Fleet Surgeon Hellmut Heim (oktober 1944) och Squadron Surgeon Hans-Joachim Witte (oktober 1944 till januari 1945). Från den 15 januari 1945 användes hon som sjukhusfartyg med beteckningen VT/LZ(II). Den 16 februari 1945 gick fartyget på en annan mina och bogserades från Hela-halvön till Gotenhafen, där skadorna kunde repareras på ett provisoriskt sätt. Maskinanläggningen kunde dock inte tas i drift igen på grund av skadorna. Från Gotenhafen bogserades hon till Köpenhamn med mer än 5 000 flyktingar och sårade ombord. Där konfiskerades Monte Rosa av den brittiska militären i slutet av kriget och byggdes därefter om och användes som trupptransport under namnet Empire Windrush. Under en överfart från Japan till Storbritannien fattade fartyget eld den 28 mars 1954 efter en explosion i maskinrummet. Fyra besättningsmedlemmar miste livet. Den 29 mars 1954 sjönk Empire Windrush utanför Algeriets kust. Alla ombord räddades.
Monte Rosa har en längd på 159,70 meter, en bredd på 20,00 meter, 13 882 BRT, 7 762 NRT och 7 762 tdw. Fartyget var konstruerat för 1 364 passagerare i den nyinrättade turistklassen och 1 036 på mellersta däck. Besättningen bestod av 336 personer.